# Khamphoui
Khamphoui, née le 12 juillet 1912 à Luang Prabang et morte le 12 décembre 1981, est la dernière reine du Laos de 1959 à 1975.

## Biographie
Elle est la fille de Chao Krum Mahasenapati et de son épouse Khamoune.
Le 7 août 1930, elle épouse Savang Vatthana, prince héritier du Laos, avec lequel elle aura sept enfants : prince royal Vong Savang, prince Sisavang, prince Savang, prince Sauryavong Savang, princesse Savivanh, princesse Thala Savang. 
En 1959, son mari accède au trône et elle devient reine consort. Son mari abdique le 2 décembre 1975 quand la République populaire démocratique est proclamée. Arrêtée avec le roi et le reste de la famille royale demeurée dans le pays, elle serait morte le 12 décembre 1981 dans un camp communiste de rééducation près de Sop Hao.